# 横置きエンジン

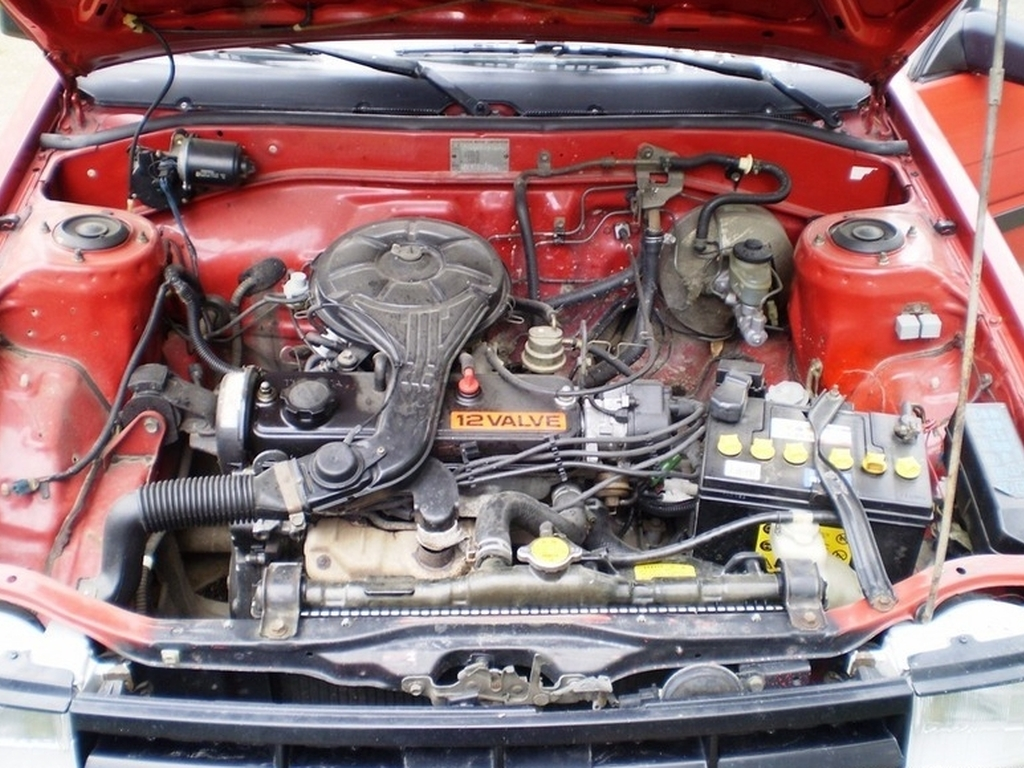
横置きエンジンの例（トヨタ・カローラ）

横置きエンジン（よこおきエンジン）とは、エンジンのクランクシャフトが進行方向に対して横方向に搭載されているエンジンのことをいう。英語では「transverse engine」（トランスバース・エンジン）が改まった言い方だが、自動車前方を地図の北に見立てて「east-west engine」（イースト＝ウェスト・エンジン）という言い方も広く用いられる。
なお、鉄道車両における横置きエンジンはシリンダが水平になるように配置したもので、本項で説明する自動車の横置きエンジンとは全く異なる。

## 概要
縦置きエンジンと比べた時、全長を抑えて居住空間や積載空間を広く取れるため、大多数の前輪駆動車が横置きを採用している。またエンジンという重量物をなるべく中央に近いところにまとめ、慣性モーメントを低減するためにも、一部のミッドエンジン・後輪駆動（MR）車やリアエンジン・後輪駆動（RR）車はこの方式を採用している。中にはランボルギーニ・ミウラ（V型12気筒）やチゼータ モロダー・V16T（V型16気筒）など、巨大エンジンをミッドシップに横置きした例もある。
一方でフロントエンジン・後輪駆動（FR）車はプロペラシャフトを通す都合上、縦置きエンジンを用いていることがほとんどである。
横置きエンジンの前輪駆動車でジアコーサ式にトランスミッションを配置すると、差動装置（ディファレンシャル）が片側に寄り、ドライブシャフトが左右不等長となり、トルクステアが発生するという欠点がある。また、ミッドシップの場合、トランスミッション（実際にはディファレンシャルまで含めたトランスアクスル）がエンジンと一体となった横置きレイアウトでは、駆動輪付近に重量物が集中して適正な前後重量配分が取れなくなるため、スーパーカーを含む一部のスポーツカーでは、モンディアルTや348以降のスモールフェラーリのようにエンジンを縦置き、トランスアクスルを横置きとする、またはチゼータ モロダー・V16Tのようにエンジンを横置き、トランスアクスルを縦置きとすることで、これを改善している。
ジアコーサ式レイアウトの場合、エンジンが右側、変速機が左側に配置されることが多いが、一部のメーカー（ホンダ・三菱など）では逆でエンジンを左側に配置していたことがあった。その際に、前進ギヤに入れて車両が後退しないよう、ホンダではクランクシャフトの回転方向を逆にして、三菱では変速機の手前にカウンターシャフトを配して回転方向を逆転させて対策していた。

## バスにおける横置きエンジン
近代的なリアエンジンバスでの横置き搭載は、1930年代末にGMが発表して一世を風靡した、「アングルドライブ」を採用した「トランジット」（GM・オールドルック・バス）に端を発する。これは車体後端に横置きされたエンジンと、車体中心線に対して約65°偏向させたトランスミッションとプロペラシャフトを、クラッチの直後に置かれた「傘歯車」でつなぐもので、同じ長さのボンネットバスに比べて客室長を大きく取れ、かつ、客室後部に張り出すエンジンルームによるデッドスペースも限りなく小さく抑えることができるパッケージングで、一気に普及することとなった。しかし、搭載できるエンジンの寸法に制約があること、傘歯車は経費高と騒音の原因となること、アイドリングや変速時に車体長手方向の曲げ振動が大きいこと、他の方式に比べ、トラックのと部品共有の面で不利となることなどの短所もあった。
第二次世界大戦後の欧州では、国によって差はあるものの、大型バスでもキャブオーバー型の占める割合が高く、リアエンジンバスも縦置きで発展しており、横置きエンジンの登場はノンステップバスの普及と軌を一にする。
これらとは別に、空港のランプバスなどに導入例があるネオプラン・N912 サンライナーは、大型バスながら横置きエンジンの前輪駆動方式を採用しており、前輪付近のエンジンカバー部を除き、車体後端までノンステップの超低床を実現している。このため、車体背面（後面）にもドアを設けることができ、一度にすべての客が乗り降りするランプバスでネックとなる、乗降時間の短縮に効果を上げている。
日本のバスでは、マイクロバスを除く中型から大型までのリアエンジン式路線バスのみに見られる。

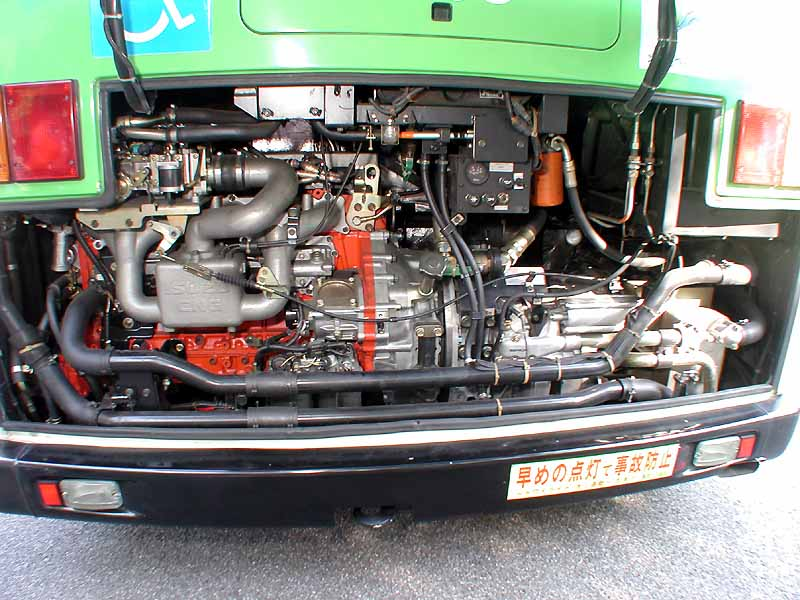
ノンステップバスにおける横置きエンジン（いすゞ・エルガLV834系）

民生デイゼルがリアに横置きされた2ストロークエンジンと、アングルドライブのレイアウトを組み合わせた「コンドル号」を1950年に発表した。1955年には、GMとのライセンス契約によるユニフロー掃気式のUDエンジンに置き換えられ、GM方式を忠実に再現するに至った。また、民生指定のコーチビルダーであった富士重工の車体デザインも、GMバスのスタイルに強く影響を受けていた。しかし、民生は1960年に発表した4R系以降、全てのリアエンジンバスのエンジンを縦置きに変更した。
三菱ふそうのリアエンジンバスも1955年に横置きと縦置きの両方で開始したが、2ストロークの利点を生かした直列3、4気筒エンジンを主体とした民生に対し、ふそうは大型バス用に直列6気筒エンジンしか持たなかったことから整備性が悪く、縦置きに比べてエンジンの振動とギアの騒音も大きかったことから、横置きエンジンはすぐに廃止されている。
一方、日野はセンターアンダーフロアエンジンで水平シリンダーの縦置きエンジンに先鞭をつけ、その後いすゞがリア水平縦置きを発表、日野と4ストロークエンジン（PDエンジン）移行後の日産ディーゼル（旧：民生、現：UDトラックス）もこれに続いた。ふそうのみは水平シリンダー式を投入しなかったが、直6シリーズの他にコンパクトなV6エンジン搭載車を併売し、1社のみ過大なデッドスペースを放置していたことに対する、顧客の長年の不満に答えた。
この結果、日本の路線バスはすべての車種が一旦は縦置きエンジンとなっていたが、東京都交通局が企画、国内エンジンメーカー4社との共同開発によって誕生した都市型超低床バスに採用され、その嚆矢はかつて横置き方式から撤退した三菱ふそうとなった。これ以降の超低床バス、それに続くノンステップバスの普及拡大に伴い、キャブオーバー型のマイクロバスを除いた、中型から大型の路線車に再び横置きエンジンが見られるようになった。小型化への要求から、2代目日野・ポンチョでは横置きトランスミッションの上に横置きエンジンを重ねるレイアウトをとっている。しかし、2000年代の半ばになると、コストダウンを狙い車内前半部分のみをノンステップとしたノンステップバスが大型・中型ともに主流となったことから、国産の大型・中型バスから横置きエンジンは再び姿を消した。